# 2MASS J14504216-7841413 et 2MASS J14504113-7841383
2MASS J14504216-7841413 et 2MASS J14504113-7841383 sont deux naines brunes de type spectral M8p et M9p respectivement, situées dans la constellation de l'Oiseau de paradis. Elles sont membres de l'association d'Argus et forment le système binaire large noté 2MASS J1450-7841 AB.

## Localisation, dynamique et binarité
2MASS J14504216-7841413 et 2MASS J14504113-7841383 ont des mouvements propres similaires, avec (μαcos(δ), μδ) égaux respectivement à  (22 ± 32, -59 ± 34) et (-12 ± 23, -4 ± 23) millisecondes d'arc par an. Ces naines brunes font partie de l'association d'Argus.

## Composantes

### 2MASS J14504216-7841413, l'objet primaire
2MASS J14504216-7841413, ou 2MASS J1450-7841 A, est l'objet primaire du système. Cet objet a été identifié initialement par les relevés DENIS et 2MASS comme une potentielle naine M tardive sur la base de sa couleur rouge dans le spectre optique et infrarouge : DENIS I = 18,03 ± 0,16, I-J = 3,32 ± 0,19, 2MASS J = 14,71 ± 0,06, J-Ks = 1,38 ± 0,08.

### 2MASS J14504113-7841383, le compagnon
Un faible compagnon rouge, 2MASS J14504113-7841383, est présent dans le catalogue de sources ponctuelles du 2MASS. Sa magnitude en bande J est 15,64 ± 0,09 et il a un indice de couleur J-Ks de 1,28 ± 0,14. Il est séparé de 2MASS J14504216-7841413 par 4,23 ± 0,11 secondes d'arc à un angle de position de 314 degrés. Cette proximité et le mouvement propre semblable des deux objets laisse penser qu'il s'agirait d'un système binaire, d'où la désignation 2MASS J1450-7841 B aussi attribuée à ce compagnon.

### Articles scientifiques
- [Burgasser, Looper et Kirkpatrick 2017] (en) Adam J. Burgasser, Dagny L. Looper et J. Davy Kirkpatrick, « A Candidate Wide Brown Dwarf Binary in the Argus Association: 2MASS J14504216−7841413 and 2MASS J14504113−7841383 » [« Une candidate binaire large de naines brunes dans l'association d'Argus : 2MASS J14504216-7841413 et 2MASS J14504113-7841383 »], Research Notes of the AAS, Union américaine d'astronomie, vol. 1, no 1, identifiant d'article 42,‎ 12 décembre 2017 (DOI 10.3847/2515-5172/aa9ff0, Bibcode 2017RNAAS...1...42B, arXiv 1712.00998, lire en ligne). L'article a été prépublié le 4 décembre 2017 sur arXiv.